# Ламбети, Элли
Элли Ламбети (греч. Έλλη Λαμπέτη; настоящее имя — Элли Луку (греч. Έλλη Λούκου), 13 апреля 1926, Вилия — 3 сентября 1983, Нью-Йорк) — греческая актриса театра и кино.

## Биография
Элли Ламбети родилась в 1926 году в Вилии в Западной Аттике, в семье, где, кроме неё, было ещё шестеро детей. Её отец был владельцем таверны, мать происходила от капитана Стаматиса, участвовавшего в войне за независимость Греции и сражавшегося под командованием Теодороса Колокотрониса. В 1928 году семья переехала в Афины.
Уже в 1941 году Элли Луку поступила в частную актёрскую школу актрисы Марики Котопули, оценившей её талант. Она взяла сценический псевдоним Элли Ламбети и под этим именем сыграла в спектакле «Ганнеле» по пьесе Герхарта Гауптмана. В 1945 году она познакомилась со своим будущим супругом Мариосом Плоритисом на съёмках одного из первых для неё фильмов — «Непокорившиеся рабству». Со следующего года она играла у известного театрального режиссёра Каролоса Куна. К этому периоду относятся главные женские роли в пьесах «Стеклянный зверинец» Теннесси Уильямса (1946), «Антигона» Жана Ануя (1947), «Кровавая свадьба» Федерико Гарсиа Лорки (1948).
В 1950-е годы Ламбети сыграла в ряде фильмов режиссёра Михалиса Какояниса, получивших международное признание. С 1959 года жила в Америке, где продолжала играть в театре. К числу её наиболее значимых театральных ролей того периода относится роль Бланш в пьесе «Трамвай „Желание“». В последние годы жизни Элли Ламбетти боролась против карциномы. Умерла в Нью-Йорке 3 сентября 1983 года. 5 сентября её тело было перевезено в Афины, а 6 сентября она была похоронена за государственный счет на Первом кладбище Афин.
В том же году журналистка Фрида Биуби опубликовала книгу «Элли Ламбети: Последнее выступление», в которой она приводит рассказы актрисы о своей жизни.

## Личная жизнь
В августе 1950 года Элли Ламбети вышла замуж за Мариоса Плоритиса, спустя два года этот брак распался из-за её романа с Димитрисом Хорном. В 1959 году актриса вышла замуж во второй раз — за американца Фредерика Уэйкмана.

## Фильмография
- Непокорившиеся рабству (1946)
- По поведению… кол! (1949)
- Дети Эллады (1951)
- Фальшивая монета (1955)
- Счастье в Афинах (1956)
- Девушка в чёрном (1956)
- Последняя ложь (1958)
- Ничтожество (1961)